# Luci Minuci Terme
Luci Minuci Terme (en llatí: Lucius Minucius Thermus) va ser un magistrat romà del segle ii aC. Era germà de Quint Minuci Terme, cònsol l'any 193 aC. Formava part de la branca plebea de la gens Minúcia.
Va servir a l'Àsia juntament amb el seu germà a les ordes de Luci Corneli Escipió Asiàtic el Vell l'any 189 aC. El 178 aC va servir com a legat del cònsol Aulus Manli Vulsó a Ístria.